# Венац војводе Петра Бојовића (Сомбор)
| Венац војводе Петра Бојовића | Венац војводе Петра Бојовића    |
| ---------------------------- | ------------------------------- |
|                              |                                 |
| Почетак                      | Венац војводе Степе Степановића |
| Крај                         | Венац војводе Радомира Путника  |
| Дужина                       | 560 m                           |
| Ширина                       | 30 до 40 m                      |
| Створена                     |                                 |
| Названа                      |                                 |
|                              |                                 |
|                              |                                 |

Венац војводе Петра Бојовића је један од четири "венца" који чине улице у оквиру кога је смештено старо језгро Сомбора и улице у њему.

## О Венцу
Венац војводе Петра Бојовића налази се са источне стране старог језгра Сомбора.

Венац војводе Петра Бојовића се протеже од Венца војводе Степе Степановића са јужне, до Венца војводе Радомира Путника са северне стране.
На Венац војводе Петра Бојовића излазе три улице старог градског језгра: Улица Лазе Костића, Трг Републике са Улицом Змај Јовином и Улицом Његошевом.

## Име Венца
Крајем 19. века венац је назван Венац Ержебетин или Јелисаветин, именом убијене супруге аустроугарског цара и краља Фрање Јосифа.
После Првог светског рата Венац је добио име по војводи Петру Бојовићу, команданту Треће српске армије.

## Венцем војводе Петра Бојовића
Значајније грађевине на Венцу војводе Петра Бојовића:
- На углу Апатинског пута налази се хотел Интернацион (Слобода), (некад хотел Ловачки рог)
- Градски Музеј, (некада Фернбахова зграда), на углу Венца и Трга Републике,
- Музичка школа "Петар Коњовић" (некада Дом католичког момачког удружења),
- Вајдингер Палата на углу Улице Лазе Костића,
- Мађарска грађанска Касина, на углу Апатинског пута и
- Соколски дом,  данас је ту Спортски савез града Сомбора.[1]

На Венцу војводе Петра Бојовића није било значајније изградње социјалистичке архитектуре. Неки објекти из тог периода су:
- стамбена зграда на углу Венца војводе Степе Степановића,
- нови вишеспратни део хотела "Слобода", и 
- бензинска станица испред Вајдингер Палате.
На Тргу Републике налази се Фијакер-плац. Фијакер је препознатљив и опеван симбол Сомбора. Улицама града још се може провозати у фијакеру који има своје место, свој плац где дочекује путнике, туристе, који на тај начин желе проћи сомборским улицама. 

## Галерија
- Поглед на Венац војводе Петра Бојовића
- Поглед на Венац војводе Петра Бојовића
- Школа за посебно музичко образовање и васпитање „Петар Коњовић” Сомбор
- Соколски дом